# Voie élevée Presidente João Goulart
 (mars 2024).
La mise en forme du texte ne suit pas les recommandations de Wikipédia : il faut le « wikifier ».
Les points d'amélioration suivants sont les cas les plus fréquents :
- Les titres sont pré-formatés par le logiciel. Ils ne sont ni en capitales, ni en gras.
- Le texte ne doit pas être écrit en capitales (les noms de famille non plus), ni en gras, ni en italique, ni en « petit »…
- Le gras n'est utilisé que pour surligner le titre de l'article dans l'introduction, une seule fois.
- L'italique est rarement utilisé : mots en langue étrangère, titres d'œuvres, noms de bateaux, etc.
- Les citations ne sont pas en italique mais en corps de texte normal. Elles sont entourées par des guillemets français : « et ».
- Les listes à puces sont à éviter, des paragraphes rédigés étant largement préférés. Les tableaux sont à réserver à la présentation de données structurées (résultats, etc.).
- Les appels de note de bas de page (petits chiffres en exposant, introduits par l'outil «  Source ») sont à placer entre la fin de phrase et le point final[comme ça].
- Les liens internes (vers d'autres articles de Wikipédia) sont à choisir avec parcimonie. Créez des liens vers des articles approfondissant le sujet. Les termes génériques sans rapport avec le sujet sont à éviter, ainsi que les répétitions de liens vers un même terme.
- Les liens externes sont à placer uniquement dans une section « Liens externes », à la fin de l'article. Ces liens sont à choisir avec parcimonie suivant les règles définies. Si un lien sert de source à l'article, son insertion dans le texte est à faire par les notes de bas de page.
- La présentation des références doit suivre les conventions bibliographiques. Il est recommandé d'utiliser les modèles {{Ouvrage}}, {{Chapitre}}, {{Article}}, {{Lien web}} et/ou {{Bibliographie}}. Le mode d'édition visuel peut mettre en forme automatiquement les références.
- Insérer une infobox (cadre d'informations à droite) n'est pas obligatoire pour parachever la mise en page.

Pour une aide détaillée, merci de consulter Aide:Wikification.
Si vous pensez que ces points ont été résolus, vous pouvez retirer ce bandeau et améliorer la mise en forme d'un autre article.
La voie élevée Presidente João Goulart (Elevado Presidente João Goulart), anciennement nommée voie élevée Presidente Costa e Silva, et populairement connu sous le nom de Minhocão, est une voie rapide surélevée de la ville de São Paulo, au Brésil, qui relie la région de la Praça Roosevelt, au centre-ville, au Largo Padre Péricles, à Barra Funda. Il a été construit dans le but de soulager le trafic sur les routes qui, traversant les zones centrales de la ville, ne pouvaient pas être élargies pour augmenter leur capacité.
Depuis le début de sa construction, Minhocão a suscité un malaise et des plaintes de la part de la population voisine. Parallèlement à l'abandon du centre au cours des années, la région s'est dégradée, devenant un lieu d'accueil pour les sans-abri, la prostitution et les toxicomanes.
Depuis des décennies, des pressions ont été exercées pour sa désactivation et les négociations qui ont été développées pointent vers sa transformation en zone de loisirs, parc linéaire et lieu événementiel, comme moyen de valoriser la région. La complexité du débat inclut également la vulnérabilité de la population locale qui, en raison de la dévaluation qu'entraîne l'élevée, a créé une région de loyers plus abordables – tant résidentiels que commerciaux – dans une zone entourée d'infrastructures à la limite de deux quartiers historiquement destinés aux classes populaires et plus riches : Higienópolis et Campos Elíseos.
Actuellement, la route est ouverte aux voitures du lundi au vendredi, de 7h00 à 20h00, et reste fermée aux véhicules les autres jours et horaires, y compris les jours fériés nationaux, où elle n'est ouverte qu'aux piétons et aux cyclistes.
Depuis le Plan directeur stratégique de 2016, approuvé en 2014 sous l'administration de Fernando Haddad, il existe déjà un plan pour la transformation de la route surélevée en parc, laissant la planification pour l'avenir. En février 2018, la loi créant le parc municipal du Minhocão a été promulguée par le maire de l'époque, João Doria, et publiée au Journal officiel.

## Étymologie
Avant le début des travaux, le nom de l'élévation avait été annoncé par Paulo Maluf, responsable des travaux, sous le nom d'Elevado Presidente Costa e Silva, en l'honneur de l'un des présidents généraux du Brésil pendant la période de la dictature militaire. En plus d'être connue sous le nom de Minhocão (grand ver de terre), en raison de sa forme allongée qui traverse sans interruption le nouveau centre, la structure s'appelait également Estrada da Serraria (route de la serrerie), car elle a ouvert ses portes devant EUCATEX, l'usine de meubles de la famille Maluf à Barra Funda.
Depuis la redémocratisation, la structure a été renommée à deux reprises. Les deux surnoms officiels, Parque Minhocão et Elevado Presidente João Goulart, coexistent depuis 2016.

## Trajet
Le Minhocão est une autoroute comportant deux voies de circulation séparées par des barrières en béton et deux voies de circulation dans chaque direction. L'accès à l'Elevado se fait à l'est via la Praça Franklin Roosevelt et à l'ouest via l'Avenue Francisco Matarazzo. La structure dispose également de cinq accès intermédiaires, trois entrées et deux sorties.
Les rues et avenues situées sous et/ou sur la voie élevée Presidente João Goulart sont :
- Largo Padre Péricles
- Avenue Francisco Matarazzo
- Avenue General Olímpio da Silveira
- Place Marechal Deodoro
- Avenue São João
- Rue Amaral Gurgel
- Place Roosevelt

## Historique
Conçu par Luiz Carlos Gomes Cardim Sangirdadi, architecte du département d'urbanisme de la mairie de São Paulo, en 1968, le projet du Minhocão a été présenté au maire brigadier José Vicente de Faria Lima comme une solution au trafic intense sur l'Avenida São João, doublant sa capacité sans l'élargir, en allant à Praça Marechal Deodoro. Le brigadier refuse les travaux, les jugeant trop radicaux, et donne la priorité à la construction du métro. Cependant, il envoya le projet au conseil municipal et réserva la zone nécessaire à la construction, au cas où l'un de ses successeurs serait intéressé.
L'année suivante, l'ingénieur Paulo Maluf devient maire de la ville, prêt à réaliser un projet qui marquera son administration. Ainsi, il reprend le projet la voie élevée, une construction grandiose et rapidement exécutée, qui contraste avec le maire précédent par l'importance que le projet accorde à l'automobile. Maluf aurait tenté de s'imposer, de s'opposer au précédent maire en tant que bon administrateur public, puisqu'à 38 ans, il n'avait jamais assumé un poste de cette ampleur Ainsi, le 24 janvier 1971, jour anniversaire de la ville de São Paulo, à peine 11 mois après le début des travaux, fut inaugurée l'Elevado Presidente Costa e Silva, une voie rapide d'une vitesse maximale de 80 km/h.
L'équipement était doté de tours d'observation pour alerter les conducteurs d'événements comme celui-ci, un élément important lorsque les radios n'étaient pas des accessoires courants dans les voitures.
La question du coût final de la voie élevée n'est pas entièrement clarifiée. En annonçant le projet en 1969, Maluf a obtenu un prix de 37 millions de cruzeiros. Cependant, le journal Folha de S. Paulo indique une valeur de cinquante millions de cruzeiros, en décomposant le montant payé aux deux gagnants de l'appel d'offres public.
Passant à cinq mètres des immeubles d'habitation, la route surélevée mesure 3,4 kilomètres de long et relie la région centrale à l'ouest de la ville. L'œuvre a reçu plusieurs critiques, étant qualifiée de « cadre architectural cruel » et « d'aberration architecturale ». Le journal O Estado de S. Paulo a critiqué les travaux en décembre 1970, affirmant qu'ils n'avaient pas « d'objectif défini » : « La route surélevée n'est pas une réponse à une quelconque recherche sur l'origine et la destination de la population, elle n'a pas d'objectif défini. juste un travail. Le maire [Maluf] a déjà essayé de l'expliquer, mais il n'a présenté aucun argument technique, aucune donnée de recherche".
Il y a également eu des critiques concernant les travaux du métro, qui auraient été retardés à cause du Minhocão, ce qui entraînerait également des changements dans le tracé de la future ligne Est-Ouest, qui passerait sous l'Avenue São João, mais devrait changer emplacement ou recevoir une méthode de construction plus coûteuse, en raison des piliers surélevés.
Le nom choisi pour le bâtiment, par décret de Maluf avant le début des travaux, rendait hommage à l'ancien président du Brésil, Artur da Costa e Silva, décédé deux ans plus tôt.

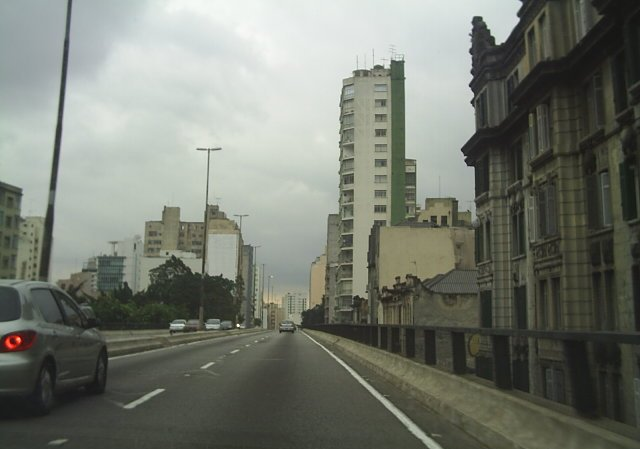
Le Minhocão a des horaires d'ouverture, en raison de sa proximité avec les bâtiments.

En 1971, l'artiste Flávio Motta a créé une série de panneaux sur les piliers, les peignant dans une direction est-ouest avec l'application successive de formes géométriques qui, vues depuis les voitures en mouvement, faisaient penser à une séquence cinématographique. Cependant, cinq ans seulement après son inauguration, il était déjà prévu de démolir la structure, en raison de l'énorme conflit et des répercussions négatives que le projet aurait entraînées dans la région. En 1976, sous le gouvernement du maire Olavo Setúbal, la voie élevée a commencé à être fermée entre minuit et cinq heures du matin pour éviter des accidents nocturnes constants et réduire le bruit dans la région.
Deux décennies plus tard, en novembre 1989, la maire Luiza Erundina (PT) ordonna sa fermeture de 21 h 30 à 6 h 30. Dans les années 1990, le débat sur le sort d'Elevado a repris. La position des architectes et des urbanistes semblait unanime : il fallait le démolir. La discussion sur le démantèlement de la voie élevée a été abandonnée lorsque Paulo Maluf est revenu à la Mairie (par PPB) et remplacée par des projets visant à le rendre plus amical.
En 1996, il a commencé à être fermé aux véhicules les dimanches et jours fériés, devenant ainsi un lieu de loisirs pour la ville. Au cours de la décennie suivante, des débats ont également eu lieu pour désactiver l'équipement. Les administrations de José Serra (PSDB) et Marta Suplicy (PT) ont réalisé des analyses sur la faisabilité de sa destruction, démontrant qu'il s'agit d'un sujet cher aux dirigeants de tout le spectre politique. En 2010, la possibilité de sa démolition a de nouveau été évoquée en profondeur. Une étude publiée par le maire Gilberto Kassab (DEM) prévoit la construction d'une nouvelle avenue à l'endroit où passent les voies CPTM entre Lapa et Brás, qui remplacerait le Minhocão comme liaison Est-Ouest. Le projet, qui prévoyait l'enfouissement de 12 kilomètres de voie ferrée, n'a défini ni délai ni estimation de coûts, et a fini par être laissé de côté.
En juillet 2014, un nouveau plan directeur pour la ville de São Paulo a été approuvé, prévoyant la démolition de la route surélevée ou sa transformation en parc ou jardin suspendu.
À partir du 11 juillet 2015, son utilisation comme espace de loisirs s'est intensifiée avec la fermeture aux véhicules entre 15h le samedi et 6h30 le lundi.
En mars de l'année suivante, son statut juridique a changé, suivant les lignes directrices du Plan Directeur. La mairie a approuvé le projet de loi 22/2015 qui nomme Elevado Costa e Silva Parque Minhocão les jours où la route est fermée à la circulation automobile.
Le 23 juin 2016, le conseil municipal de São Paulo a approuvé le changement du nom du viaduc en voie élevée Presidente João Goulart, en l'honneur de l'ancien président de la République (1961-1964).
Une loi sanctionnée le 8 février 2018 par le maire João Doria a fermé la voie élevée aux véhicules le samedi et a également réduit les horaires d'ouverture en semaine, ouvrant du lundi au vendredi de 7h à 20h, et restant fermé aux véhicules les autres jours et horaires, y compris les jours fériés.

## Dans la culture
La voie élevée Presidente João Goulart a été le scénario de films, tels que les longs métrages Terre étrangère, de Walter Salles, As Meninas, adaptation du roman de Lygia Fagundes Telles dirigi pour Emiliano Ribeiro e protagonisé par Cláudia Liz e Otávio Augusto, Não Por Acaso, de Philippe Barcinski, et Blindness, réalisé par Fernando Meirelles et avec Mark Ruffalo, Julianne Moore, Alice Braga, Danny Glover et Gael García Bernal. Il a également été utilisé dans la série HBO Alice.
En 1998, la route surélevée a été décorée de peintures d'artistes. Le projet, appelé "Elevado à Arte", a été créé par Funarte, une entité liée au ministère de la Culture, et a coûté au sponsor, Porto Seguro Seguros, cinq cent mille reais. Les peintures sur les côtés du Minhocão sont réalisées par les artistes Maurício Nogueira Lima et Sônia von Brüsky. Dans les colonnes du tronçon entre les avenues São João et le Général Olímpio da Silveira, serait reconstruite l'œuvre de l'architecte Flávio Motta, réalisée sur place dans les années 1970.